# أتانيا
أتانيا (بالإنجليزية: Atanea)‏ ربة الفجر في بعض جزر المحيط الهادي الجنوبي، التي خلقت البحار عندما أجهضت فملأت ثقوب الأرض بالسائل الأميني.